# 蕭倣 (唐朝)
蕭倣（796年—875年），字思道，封蘭陵郡侯，唐朝官员，唐僖宗年间曾任宰相。

## 背景
萧倣生于唐德宗年间的796年。他家世显赫，是南朝梁皇室后裔，曾祖萧嵩、祖父萧华、堂兄萧俛都担任过宰相，父亲蕭悟任大理司直。萧倣于唐文宗太和元年（827年）中进士，就此步入仕途。

## 唐宣宗年间
唐宣宗大中年间（847年 - 860年），萧倣历任諫議大夫、给事中。蓝田尉直弘文馆柳迁右拾遗，萧倣和同僚郑裔绰认为柳珪不应为其父柳仲郢的下级，封还诏书。十二年（858年），宣宗任右金吾大将军李燧为嶺南节度使，已经派出宦官到李燧的官邸宣诏了，但萧倣得知后，利用给事中职权封还了宣宗的诏书，以示反对，但他反对这项任命的原因史书无载。宣宗正在看戏时收到了封还的诏书，出于对萧倣的反对意见的尊重，他想派一名宦官去阻止先前派去的宦官，但一时找不到人，就派了一个正在演戏的演员去，最终拦住了前往宣诏的宦官。宣宗改任泾原节度使李承勳为岭南节度使，后者也成功平定了岭南的叛乱。
后来，萧倣因封敕有误，遭到弹劾，面临依法受罚。翰林侍講學士孔溫裕为他辩解，认为他驳回诏书是为朝廷论得失，与有司奏事不一样，不应受罚，宣宗最后也同意了，没有处罚他。后来，权相令狐綯推荐李涿任安南节度使。李涿因严酷被免职后，令狐綯又想起用他为寿州团练使、宣歙觀察使。萧倣不怕得罪令狐綯，上表反对，他的诚实得到交口称赞。随后，萧倣在集贤学士任上也被任为岭南节度使。其子尚书郎萧廪也辞官侍行。南海多穀纸，萧倣让子弟缮写缺落文书。萧廪劝道：“家书缺落的，是应该补葺。但是广州距京师将近万里，书成不可外露，一定得用箱子装起来，别人会以为是财货，这不是增加贪墨的嫌疑吗？”萧倣说：“我没有考虑到这一层。”于是就中止了。岭南是商业要津，在那里任职有很多敛财的机会，但萧倣拒绝这么做。一次，萧倣家人患病，医生要用乌梅入药，萧倣的随从便从官府府库中取出乌梅，但萧倣察觉后，下令归还。

## 唐懿宗年间
唐懿宗咸通（860年 - 874年）初年，萧倣被召回长安任左散騎常侍。他认为懿宗过于热衷佛教，于二年（862年）四月上表劝止。懿宗予以表扬，却没有听从。十一月，在吏部侍郎任上与同僚郑处诲、吏部员外郎杨俨、户部员外郎崔彦昭等试宏词选人。十二月，以本官权知礼部贡举，曾有过失。又历任禮部侍郎、戶部侍郎，六年（865年）在吏部侍郎任上为检校礼部尚书、滑州刺史、御史大夫，充义成军节度、判滑颍观察等使。滑州地处黄河上，常遭水患。萧倣实施一项大工程，移河四里，将黄河改为先前较为平稳的流向，两个月即完工，并画图献给懿宗，此举也得到懿宗的嘉许，因而于七年（866年）加刑部尚书、检校兵部尚书。他任义成军节度使四年，后又被召回，任兵部尚書、判度支。又转吏部尚書，负责选官工作，据记载，他在任上公平、能干。咸通末年，他再任兵部尚書、判度支。十四年（873年）四月，在吏部侍郎任上为兵部侍郎、同平章事。累迁中书侍郎，兼户部、兵部尚书。

## 唐僖宗年间
唐懿宗驾崩、唐僖宗继位后，十月，时任尚书左仆射的萧倣被改任門下侍郎，授同中書門下平章事，成为实质宰相，十五年（874年）正月兼右仆射，十一月兼司空、弘文馆大学士、太清宫使，封蘭陵郡侯。在相位期间，在同僚宰相崔彦昭协助下改革弊政，颇有成效。用司封郎中王凝协助自己判版籍（户口册）。当时天下盗贼蜂起，宦官掌兵权，萧倣因正直，被权臣近臣所忌恨。乾符二年（875年）五月，萧倣因病辞官，罢为太子太傅，当月去世。

## 轶闻
《太平广记》卷四九八载文宗年间冯宿曾自以为能拜相，但拜相诏书拟定发出前，文宗对近臣说“冯宿之为人，似非沉静。萧倣方判盐铁，朕察之，颇得大臣之体。”于是改用萧倣为相，谒者在宣读拜相者名字时大呼“萧倣”，冯宿受惊扑倒在地，被扶回家后得病而死。
疑误，文宗年间萧倣刚中进士。

## 子孙
- 子：萧廪，字富侯，给事中
  - 孙：萧頃
    - 曾孙：萧願，字文恭

  - 孙：萧熲，字子光，度支巡官
- 子：蕭徵，祕書監
  - 孙：萧益，商州团练推官、南漢起居舍人[17]

## 延伸阅读
[在维基数据编辑]
 《新唐書·卷101》，出自《新唐書》